# 鈴木圭一郎 (オートレース選手)
鈴木 圭一郎（すずき けいいちろう、1994年11月30日 - ）は、日本のオートレース選手。東京都葛飾区出身。東京都立足立工業高校卒業。32期。浜松所属（2013年7月から2016年3月までは船橋所属）。SGグランドスラム達成者。

## 略歴

### ポケバイ
- 小学2年生からポケバイを乗り始め、小学4年生でオートレーサーを志す[1]。
- 2006年1月29日、川口オートレース場で行われたSG第1回ポケバイレース総合優勝（小学5年生）[2]。
- 2006年12月、「DAIJIRO-CUP」オープン・クラス チャンピオン（小学6年生）[3]。

### ミニバイク
- MFJアカデミーを中学1年、2年生と2年連続首席で卒業。
- 2009年、中学3年生でアジア国別対抗ロードレース（2009 UMA Asia Cup of Road Racing）に日本代表チームで出場し総合2位。

### オートレース
- 2012年
  - 8月、オートレース第32期選手養成所入所試験に合格[4]。
- 2013年
  - 7月1日、オートレース選手養成所卒業。配属先は、船橋オートレース場。師匠は滝沢健。
  - 7月5日、船橋オートレース場で開催された普通開催の第4R「鈴木圭一郎デビュー戦」にて1着となり、デビュー初勝利。
- 2014年
  - 7月20日、飯塚オートレース場で開催された「32期新人王決定戦」にてデビュー初優勝。
- 2016年
  - 3月6日、川口オートレース場で開催された「GI 開設記念グランプリレース」にてグレードレース初制覇。21歳3ヶ月と7日でのGI優勝は史上最年少。
  - 5月15日、浜松オートレース場にて開催された「GI 開場記念ゴールデンレース」にてGI通算2回目の優勝。
  - 9月4日、伊勢崎オートレース場で開催された「GI ムーンライトチャンピオンカップ」にてGI通算3回目の優勝。
  - 10月10日、川口オートレース場で開催された「SG 第30回全日本選抜オートレース」にてSG初優勝。史上最年少SG優勝記録（21歳10ヶ月と11日）とデビュー最短SG優勝記録（3年3ヶ月と6日）を樹立した。
  - 11月6日、浜松オートレース場で開催された「SG 第48回日本選手権オートレース」にてSG2連続優勝。初日から5日間全て1着入線の完全優勝。
  - 12月31日、川口オートレース場で開催された「SG 第31回スーパースター王座決定戦」にてSG3連続優勝。
- 2017年
  - 5月3日、川口オートレース場で開催された「SG 第36回オールスターオートレース」にて史上初のSG4連続優勝。
  - 10月9日、山陽オートレース場で開催された「GI スピード王決定戦」にてGI通算4回目の優勝。
  - 11月5日、浜松オートレース場で開催された「SG 第49回日本選手権オートレース」にてSG通算5回目の優勝。同大会連覇。
  - 11月23日、飯塚オートレース場で開催された「GI 開設記念レース」にてGI通算5回目の優勝。初日から5日間全て1着入線の完全優勝。
- 2018年
  - 1月10日、飯塚オートレース場で開催された「SG 第31回全日本選抜オートレース」にてSG通算6回目の優勝。同大会連覇。
  - 6月17日、浜松オートレース場で開催された「GII ウィナーズカップ」にてGII初優勝。
  - 9月9日、伊勢崎オートレース場で開催された「GII 稲妻賞」にてGII通算2回目の優勝。
  - 10月8日、浜松オートレース場で開催された「SG 第32回全日本選抜オートレース」にてSG通算7回の優勝。初日から5日間全て1着入線の完全優勝で同大会3連覇。
  - 12月16日、山陽オートレース場で開催された「GI スピード王決定戦」にてGI通算6回目の優勝。初日から5日間全て1着入線の完全優勝で同大会連覇。
- 2019年
  - 2月11日、浜松オートレース場で開催された「GI スピード王決定戦」にてGI通算7回目の優勝。
  - 9月16日、浜松オートレース場で開催された「GI 秋のスピード王決定戦」にてGI通算8回目の優勝。同大会連覇。
  - 9月25日、山陽オートレース場で開催された「特別GI 共同通信社杯プレミアムカップ」にてGI通算9回目の優勝。
  - 10月15日、川口オートレース場で開催された「SG 第33回全日本選抜オートレース」にてSG通算8回目の優勝。5日間勝ち上がり制SGでは史上初の同大会4連覇。
- 2020年
  - 2月11日、飯塚オートレース場で開催された「GI 開設記念レース」にてGI通算10回目の優勝。
  - 5月31日、浜松オートレース場で開催された「GI 開場記念ゴールデンレース」にてGI通算11回目の優勝。
  - 11月17日、33期の吉川麻季（飯塚所属）と11月16日に婚姻を提出し結婚した[5][6]。
  - 11月19日、浜松オートレース場で開催された「GI 秋のスピード王決定戦」初日第11Rで1着となり、2013年7月5日のデビューから7年4ヶ月15日の史上最速で500勝達成。これまでの記録は、青山周平の8年8ヶ月11日（当時）だった[7][8]。
  - 11月23日、浜松オートレース場で開催された「GI 秋のスピード王決定戦」にてGI通算12回目の優勝。同大会3連覇。
  - 12月9日、飯塚オートレース場で開催された「GII オーバルチャンピオンカップ」にてGII通算3回目の優勝。
- 2021年
  - 4月29日、川口オートレース場で開催された「SG 第40回オールスターオートレース」にてSG通算9回目の優勝。
  - 8月22日、浜松オートレース場にて通算優勝回数50回達成。
  - 8月29日、川口オートレース場で開催された「GI キューポラ杯」にてGI通算13回目の優勝。
  - 11月7日、浜松オートレース場で開催された「SG 第53回日本選手権オートレース」にてSG通算10回目の優勝。
  - 11月23日、山陽オートレース場で開催された「GII 若獅子杯争奪戦」にてGII通算4回目の優勝。
  - 12月15日、山陽オートレース場で開催された「GI スピード王決定戦」の初日第11レースで勝利し、年間最多勝利記録更新（90勝、最終記録:94勝）。これまでの記録は2018年に自身が達成した89勝だった[9]。
- 2022年
  - 5月1日、川口オートレース場で開催された「SG 第41回オールスターオートレース」にてSG通算11回目の優勝。同大会連覇。
  - 7月18日、山陽オートレース場で開催された「朝陽カントリークラブ presents 小林啓二杯 GII 第3回 山陽王座チャレンジカップ 」にてGII通算5回目の優勝。
  - 12月31日、川口オートレース場で開催された「SG 第37回スーパースター王座決定戦」にてSG通算12回目の優勝。
- 2023年
  - 2月26日、浜松オートレース場で開催された「SG 第36回全日本選抜オートレース」にてSG通算13回目の優勝。開催初日から5日間全て1着入線の完全優勝で、3度目のSG完全優勝はオートレース史上初の快挙。SG連続優勝。
  - 4月30日、飯塚オートレース場で開催された「SG 第42回オールスターオートレース」にてSG通算14回目の優勝、同大会3連覇。SG3連続優勝。
  - 5月14日、浜松オートレース場で開催された「遠鉄グリーンカップ GI開場67周年記念 ゴールデンレース」にてGI通算14回目の優勝。
  - 10月9日、浜松オートレース場で開催された「チャリロト杯 GII浜松記念 曳馬野賞」にてGII通算6回目の優勝。同大会初代覇者となった。
  - 11月26日、飯塚オートレース場で開催された「チャリロト杯 GI開設67周年記念レース」にてGI通算15回目の優勝。
- 2024年
  - 1月24日、浜松オートレース場で開催された「サンケイスポーツ杯 GI第65回スピード王決定戦」にてGI通算16回目の優勝。
  - 3月24日、山陽オートレース場で開催された「特別GI共同通信杯プレミアムカップ」にてGI通算17回目の優勝、初日から5日間全て1着入線の完全優勝だった[10]。
  - 4月14日、山陽オートレース場で開催された「開場59周年記念 当たるんですpresents GI第5回令和グランドチャンピオンカップ」にてGI通算18回目の優勝、同大会初優勝、初日から5日間全て1着入線の完全優勝だった[11]。
  - 4月26日、飯塚オートレース場で開催された「SG第43回オールスター・オートレース」3日目の第11レースの3次予選にて勝利し同年3月20日から続く連勝記録を16連勝（最終記録18連勝[12]）とし、中村雅人の持つ最多連勝記録15連勝を更新した[13]。
  - 5月12日、浜松オートレース場で開催された「遠鉄グリーンカップ GI開場68周年記念ゴールデンレース」にてGI通算19回目の優勝、同大会連覇、開催初日から5日間全て1着入線の完全優勝だった[14]。
  - 7月28日、山陽オートレース場で開催された「朝陽カントリークラブpresents 小林啓二杯 GII第5回山陽王座チャレンジカップ」にてGII通算7回目の優勝、開催初日から5日間全て1着入線の完全優勝だった[15]。
  - 10月14日、山陽オートレース場で開催された「日刊スポーツ創刊75周年記念 GII 第35回若獅子杯争奪戦」の最終日第8レースで1着となり、年間勝利98勝目とし、青山周平が2023年に達成した年間最多勝記録97勝を更新した[16]。
  - 10月31日、川口オートレース場で開催された「SG第56回日本選手権オートレース」2日目第11レースで1着となり、オートレース史上初の年間最多勝利記録100勝（出走回数125回）を達成[17]。最終的に114勝まで年間最多勝利記録を更新した[18]。
  - 12月31日、川口オートレース場で開催された「ラ・ピスタ新橋presents SG第39回スーパースター王座決定戦」にてSG通算15回目の優勝[19]。
- 2025年
  - 3月19日、浜松オートレース場で開催された「共同通信社杯 特別GIプレミアムカップ」開催初日の第12レース予選にて1着となり、通算900勝を達成。2013年7月5日のデビュー以来、11年8ヶ月14日での記録となった[20]。
  - 4月13日、山陽オートレース場で開催された「開場60周年記念 当たるんですpresents GI第6回令和グランドチャンピオンカップ」にてGI通算20回目の優勝、大会連覇、初日から5日間全て1着入線の完全優勝だった[21]。
  - 5月11日、浜松オートレース場で開催された「遠鉄グリーンカップ GI開場69周年記念ゴールデンレース」にてGI通算21回目の優勝、大会3連覇[22]。
  - 7月13日、山陽オートレース場で開催された「朝陽カントリークラブpresents 小林啓二杯GII第6回山陽王座チャレンジカップ」にてGII通算8回目の優勝、大会連覇[23]。
  - 8月15日、伊勢崎オートレース場で開催されたSG「第29回オートレースグランプリ」で優勝し、史上7人目のSGグランドスラムを達成した[24]。

## 選手データ
- プロフィール（2024年5月現在）
  - 選手登録 2013年7月1日
  - 身長 161.5cm
  - 体重 51.9kg
  - 血液型 A型

- 戦歴
  - 通算優勝回数:87回
  - グレードレース（SG・GI・GII）優勝回数:45回
  - 全国区レース優勝回数:17回（SG16回・プレミアムカップ2回）
  - SG優勝回数:16回
  - GI優勝回数:21回
  - GII優勝回数:8回
  - 全国競走成績第1位:6回
  - SG連続優勝記録：4連続
  - SG完全優勝記録:3回
  - 史上最年少SG優勝記録（21歳10カ月と11日）
  - デビュー最短SG優勝記録（3年3カ月と6日）
  - 年間最多勝記録（2021年:94勝）
  - 賞金王：5回（2016年、2017年、2018年、2022年、2024年）※自己最高賞金獲得額：1億1487万6899円（2024年）
  - 年間最多優勝選手:2回（2016年:10回、2018年:8回）
  - 年間最多勝利選手:6回（2017年:78勝、2018年:89勝、2019年:71勝、2020年:85勝、2021年:94勝、2024年:114勝）
  - 10連勝達成：3回（2017年11月3日 - 12月1日に10連勝、2018年8月19日 - 9月16日に13連勝、2024年3月20日 - 4月28日に18連勝）

- 受賞歴
  - オートレース表彰選手
    - 最優秀選手賞:5回（2016年、2017年、2018年、2022年、2024年）
    - 優秀選手賞:4回（2019年、2020年、2021年、2023年）
    - 特別賞:6回（2016年、2017年、2018年、2021年、2023年、2024年）
    - 最優秀新人選手賞:2回（2013年、2014年）
    - 平尾昌晃賞:1回（2021年）

  - オートレース年間三賞（日刊スポーツ新聞社制定）
    - 殊勲賞:5回（2016年、2017年、2018年、2022年、2024年）
    - 技能賞:3回（2019年、2021年、2023年）

  - 日本プロスポーツ大賞
    - 功労賞:2回（2016年、2017年）
    - 新人賞:1回（2013年）

## グレードレース戦歴
- SG戦歴 
  - SG優勝回数:16回
    - 第30回全日本選抜（2016年、川口） ※史上最年少＆デビュー最短SG優勝を達成
    - 第48回日本選手権（2016年、浜松） ※5連勝での完全優勝、SG連覇
    - 第31回スーパースター王座決定戦（2016年、川口） ※SG3連覇
    - 第36回オールスター（2017年、川口） ※SG4連覇（史上初）
    - 第49回日本選手権（2017年、浜松） ※大会2連覇
    - 第31回全日本選抜（2018年、飯塚） ※大会2連覇
    - 第32回全日本選抜（2018年、浜松） ※5連勝での完全優勝、大会3連覇
    - 第33回全日本選抜（2019年、川口） ※大会4連覇（5日間勝ち上がり制SGでは史上初）
    - 第40回オールスター（2021年、川口）
    - 第53回日本選手権（2021年、浜松）
    - 第41回オールスター（2022年、川口） ※大会2連覇
    - 第37回スーパースター王座決定戦（2022年、川口）
    - 第36回全日本選抜（2023年、浜松） ※5連勝での完全優勝（3度目のSG完全優勝。史上初）。SG連覇
    - 第42回オールスター（2023年、飯塚） ※大会3連覇。SG3連覇
    - 第39回スーパースター王座決定戦（2024年、川口）
    - 第29回オートレースグランプリ（2025年、伊勢崎） ※グランドスラム達成
- GI戦歴
  - GI優勝回数:21回
    - 特別GI共同通信社杯プレミアムカップ 2019年, 2024年 2回
    - 開設記念グランプリレース（川口）2016年 1回 ※史上最年少GI優勝を達成（21歳3カ月と7日）
    - 開場記念ゴールデンレース（浜松）2016年, 2020年, 2023年, 2024年, 2025年 5回
    - ムーンライトチャンピオンカップ（伊勢崎）2016年 1回
    - スピード王決定戦（山陽）2017年, 2018年 2回
    - 開設記念レース（飯塚）2017年, 2020年, 2023年 3回
    - スピード王決定戦・秋のスピード王決定戦（浜松）2019年, 2019年（秋）, 2020年（秋）, 2024年 4回
    - キューポラ杯（川口）2021年 1回
    - 令和グランドチャンピオンカップ（山陽）2024年,2025年 2回
- GII戦歴 
  - GII優勝回数:8回
    - ウィナーズカップ（浜松）2018年 1回
    - 稲妻賞（伊勢崎）2018年 1回
    - オーバルチャンピオンカップ（飯塚）2020年 1回
    - 若獅子杯争奪戦（山陽）2021年 1回
    - 小林啓二杯（山陽）2022年, 2024年, 2025年 3回
    - 浜松記念 曳馬野賞（浜松）2023年 1回